# 佐藤初
佐藤 初（さとう うい、1997年2月17日 - ）は、日本の女優。千葉県出身。スターダストプロモーション所属。

## 来歴
2007年、NHK連続テレビ小説『ちりとてちん』でデビュー。
2008年、2008年度りぼんガール準グランプリを受賞。同年9月、『おろち』で映画デビューを果たす。
2009年10月、女子中学生向けのテレビ番組『ネクストプリンセス』で約半年間レギュラー出演。

## 人物
- 趣味は読書、泳ぐこと。
- 特技はピアノ、水泳。

## 出演

### テレビドラマ
- 連続テレビ小説ちりとてちん（2007年10月 - 2008年3月、NHK大阪制作）和田清海の少女時代役[注釈 1]
- ワンセグ劇場 本当にあった!? コンビニのキセキ Episode5（2010年1月12日、NHK総合）5分ドラマ
- 3年B組金八先生 ファイナル（2011年3月、TBS）高島優花役

### 映画
- おろち（2008年）少女時代の一草 役
- 女の子ものがたり（2009年）小学生時代のみさ役
- ふるさとがえり（2011年） - 加藤ユリ 役

### テレビ番組
- ネクストプリンセス（2009年10月4日-、テレビ東京）
- テストの花道（2012年3月 - 、NHK教育）- BENBU部員として出演(準レギュラー)

### 雑誌
- りぼん（集英社、2008年）りぼんガール